# Doothanur Kaval, Channarayapatna
Doothanur Kaval là một làng thuộc tehsil Channarayapatna, huyện Hassan, bang Karnataka, Ấn Độ.